# Ямица (Гомельская область)
Ямица (бел. Яміцы) — деревня в Рудненском сельсовете Житковичского района Гомельской области Белоруссии.

## География
В 13 км на восток от Житковичей, 3 км от железнодорожной станции Бринёво (на линии Лунинец — Калинковичи), 224 км от Гомеля.

## История
Основана в XIX веке как хутор в Житковичской волости Мозырского уезда. В 1879 году упоминается как селение в Житковичском церковном приходе. В 1930 году организован колхоз «Красные Ямицы», работала кузница. Во время Великой Отечественной войны 5 июля 1944 года освобождена от оккупантов. 12 жителей погибли на фронте. Согласно переписи 1959 года в составе совхоза «Житковичи» (центр — посёлок Гребенёвский).

## Население
- 1908 год — 4 двора, 31 житель.
- 1917 год — 73 жителя.
- 1921 год — 15 дворов, 88 жителей.
- 1959 год — 199 жителей (согласно переписи).
- 2004 год — 16 хозяйств, 26 жителей.

## Транспортная сеть
Транспортные связи по просёлочной, затем автомобильной дороге Лунинец — Калинковичи. Планировка состоит из короткой криволинейной меридиональной улицы, застроенной деревянными усадьбами.